# Institut für Lehrerbildung Potsdam

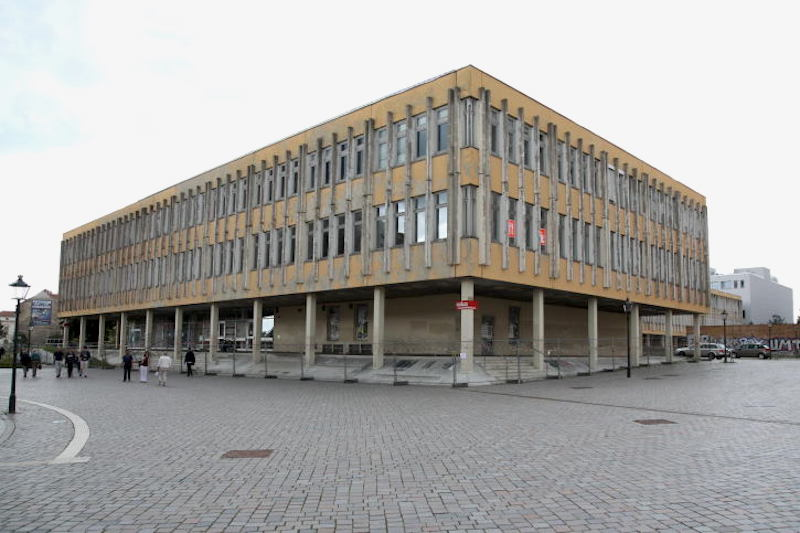
Das Gebäude des Instituts für Lehrerbildung am Alten Markt

Das Institut für Lehrerbildung „Rosa Luxemburg“ (IfL) in Potsdam war von 1952 bis 1988 eine Ausbildungsstätte für Unterstufenlehrer im DDR-Bezirk Potsdam.

## Geschichte
Das Institut für Lehrerbildung nahm seinen Lehrbetrieb zuerst im Areal des Militärwaisenhauses auf. Der Neubau wurde von 1970 bis 1974 von einem Architektenkollektiv unter Sepp Weber neben der zeitgleich gebauten Wissenschaftlichen Allgemeinbibliothek des Bezirks errichtet. Beide Gebäude bildeten durch eine nahezu identische Fassadengestaltung äußerlich eine Einheit. Zur Eröffnung des Instituts am 5. September 1977 verlieh die DDR-Volksbildungsministerin Margot Honecker dem Institut den „Ehrennamen“ „Rosa Luxemburg“. 1988 wurde das Institut in die Pädagogische Hochschule Potsdam eingegliedert.
Das Gebäude an der Potsdamer Friedrich-Ebert-Straße war ein dreigeschossiger, langgestreckter Montagebau mit drei Innenhöfen und beherbergte Unterrichtsräume für mehrere hundert Schüler, eine Gymnastikhalle und eine Mensa. Im Erdgeschoss befanden sich Dienstleistungseinrichtungen und eine repräsentative Verkaufsstelle der Exquisit-Verkaufskette. Das Gebäude zeigte charakteristische Lisenen aus Stahlbeton über einem geöffneten Erdgeschoss mit Stützengang. Die 2017 in der FAZ kolportierte Annahme, dass das für die moderne Architektur nicht unbedeutende Home Federal Savings and Loan Building – ein 1962 fertiggestelltes Bankgebäude von Ludwig Mies van der Rohe in Des Moines, Iowa – das direkte Vorbild gewesen sei, basiert auf formalen Ähnlichkeiten. Wolfgang Kärgel aus dem Architektenkollektiv um Weber verneint jedoch eine intendierte Hommage an Mies. Zudem bestand der Potsdamer Bau nicht aus Stahl und Marmor.
1991 wurde der Bau von zwei Fachbereichen der Fachhochschule Potsdam (FHP) genutzt. Nach langen Auseinandersetzungen wurde das markante Gebäude seit Herbst 2017 abgerissen, um einem neuen Stadtquartier mit fast 40 Einzelparzellen auf historischem Grundriss Platz zu machen. Zum Alten Markt hin sollen zudem Fassaden der historischen Palazzi aus der Bauzeit Friedrichs des Großen rekonstruiert werden. Die Fachbereiche der FHP sind an die Potsdamer Kiepenheuerallee gezogen, um dort zusammen mit allen anderen Bereichen der Hochschule einen gemeinsamen Campus zu bilden.